# آرمناک آبولیان
آرمناک گراسیمی آبولیان (ارمنی: Արմենակ Գերասիմի Աբուլյան؛ ارمنی: Armenak Gerasimi Abuljan؛ زادهٔ ۱۸۹۵ - درگذشته ۱۹۳۵) یک فرد نظامی،  دولت‌مرد اهل ارمنستان است که از تاریخ دسامبر ۱۹۳۰ تا تاریخ ژوئیه ۱۹۳۴ سمت وزیر امور داخلی ارمنستان را برعهده داشت.

## زندگی‌نامه
در ۱۸۹۵ به دنیا آمد. وی در گرجستان فعالیت و زندگی می‌کرد. وی همچنین برنده نشان پرچم سرخ شده‌است. وی در ۱۹۳۵ در سن ۴۰ سالگی در تفلیس در اثر تصادف رانندگی درگذشت . 